# Klíčení semene

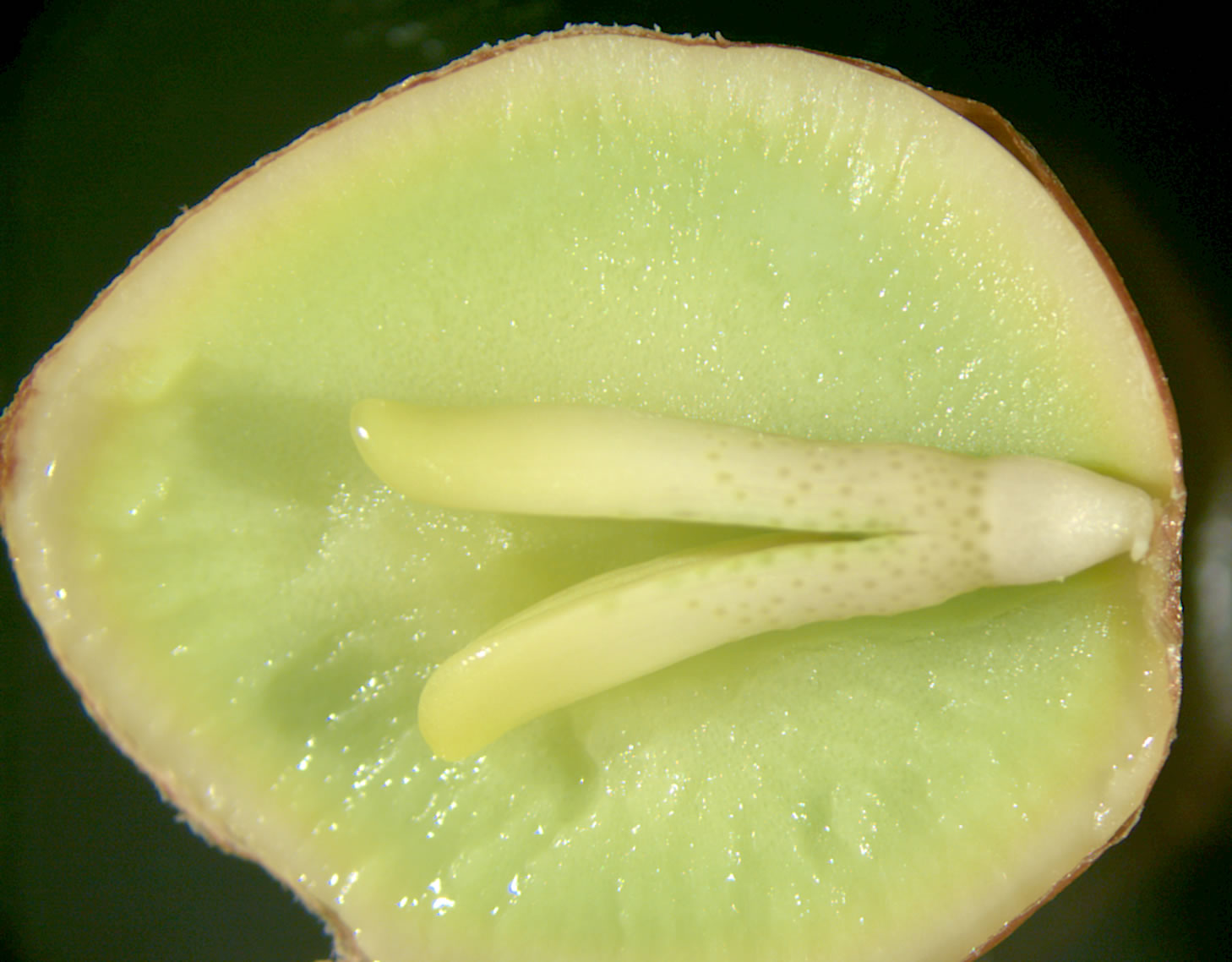
Embryo v semeni jinanu (Ginkgo)

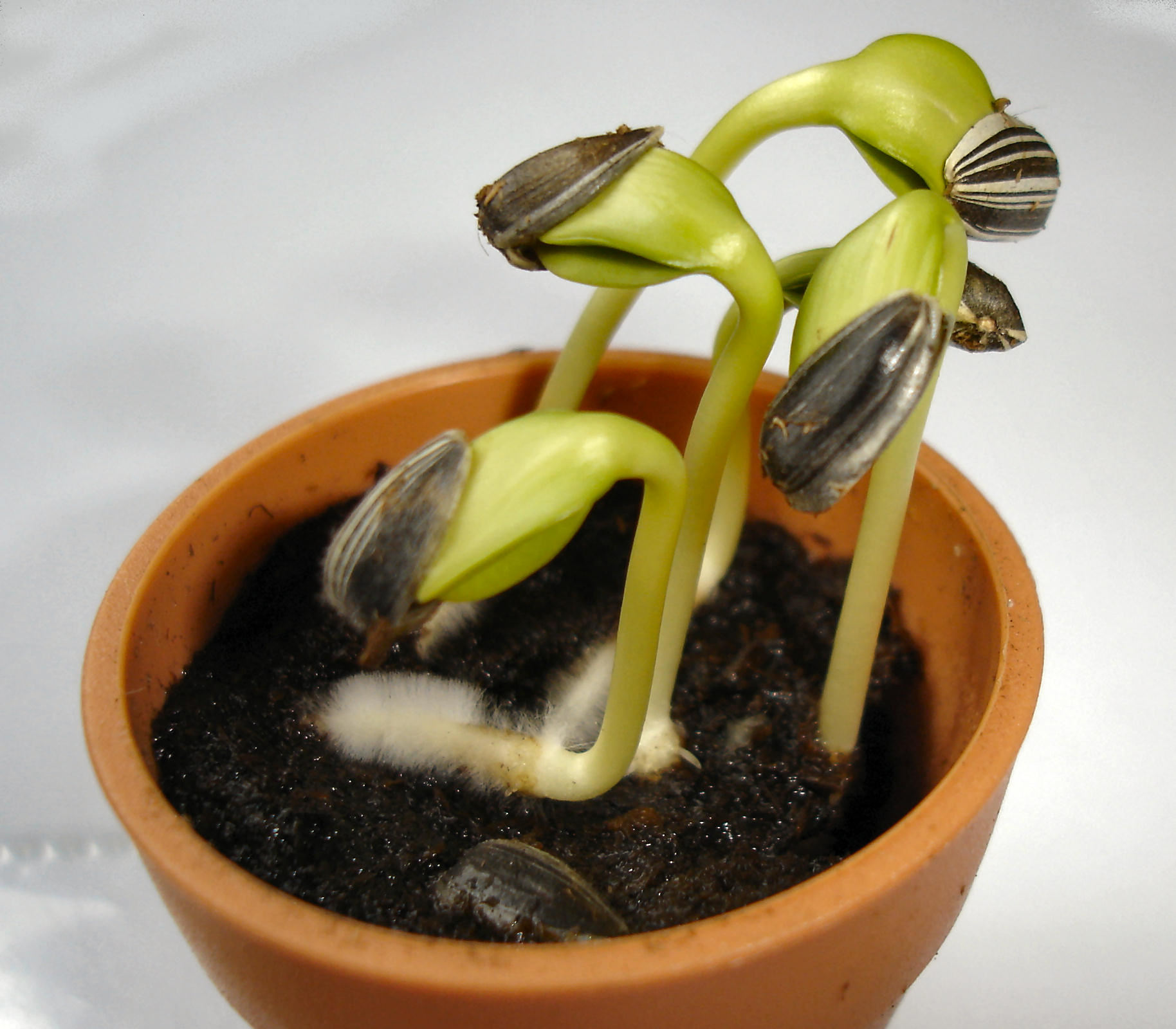
Slunečnice tři dny po klíčení

Klíčení semene je přechod od latentního života embrya v semeni v aktivní život.
Klíčení nastává po přerušení latence semene související s odvodněním protoplazmy. Klíčení začíná příjmem vody do semene (tzv. botnání – nikoli bobtnání). Poté se zesiluje dýchání a stupňuje enzymatická aktivita v semeni. Vnějším projevem počátku klíčení semene je růst kořínku (radikuly) prasklým osemením (testou).

## Klíčivost semen
Po spojení samičí a samčí pohlavní buňky vyšších rostlin se v plodu rostliny tvoří semeno. Každé plně rozvinuté semeno obsahuje zárodek a u většiny rostlinných druhů i zásoby výživných látek uložených v osemení. Rostliny mohou tvořit i semena, která postrádají zárodek a jsou sterilní. Sterilní osivo nikdy neklíčí. Některá semena klíčí ihned, později jejich klíčivost silně klesá (koniklec velkokvětý). Většina semen však prochází před klíčením obdobím klidu. Během této doby semeno překonává nepříznivé podmínky. Za příznivých podmínek začne klíčit a vyvíjí se v rostlinu.
Klíčivost klesá s postupem času a může být ještě omezena dlouhou dobou skladování nebo nevhodným způsobem skladování. Ke zjištění klíčivosti se provádějí orientační zkoušky klíčivosti.

## Podmínky klíčení
Klíčivost semen závisí na vnitřních a vnějších podmínkách. Mezi nejdůležitější vnější faktory patří teplota, voda, kyslík, někdy i světlo nebo tma. Semena různých rostlin vyžadují k úspěšnému klíčení různé podmínky.
- Voda – K tomu, aby semeno vyklíčilo, potřebuje vodu. Absorpce vody semenem (botnání) vede k bobtnání semene. Během klíčení jsou k růstu děložní rostliny využívány zásobní látky uložené v osemení.

- Kyslík – je nezbytný pro metabolismus klíčících semen.[4] Kyslík je využit při aerobním dýchání, které je hlavním zdrojem energie, dokud semenáčku nenarostou listy.[3]

- Teplota – ovlivňuje buněčný metabolismus a růst. Semena z různých druhů rostlin mohou klíčit v širokém rozsahu teplot. Mnoho semen klíčí při teplotách mírně nad pokojovou teplotou (16 až 24 °C), zatímco jiná klíčí jen málo nad 0 °C. Některá semena vyžadují působení nízkých teplot (jarovizaci) po překonání období klidu. Jiná klíčí pouze po překonání vysokých teplot během lesního požáru.

- Světlo – není podmínkou klíčení, ačkoli některá semena klíčí rychleji na světle než ve tmě. Pro klíčení semen má význam zachycení světla citlivým fotoreceptorem fytochromem. (Klíčení většiny semen světlo nevlivňuje, ale některá semena včetně semen lesních rostlin nevyklíčí, pokud nebude dostatek světla k růstu mladé rostliny.[3])

- Odstranění nebo narušení osemení – skarifikace napodobuje přírodní procesy, které oslabují, poškozují nebo odstraňují osemení před klíčením. V přírodě vyžadují některá semena zvláštní podmínky ke klíčení, některá musí například projít trávicím traktem živočicha, aby bylo osemení oslabeno a nebránilo klíčení.[3]

## Druhy klíčení

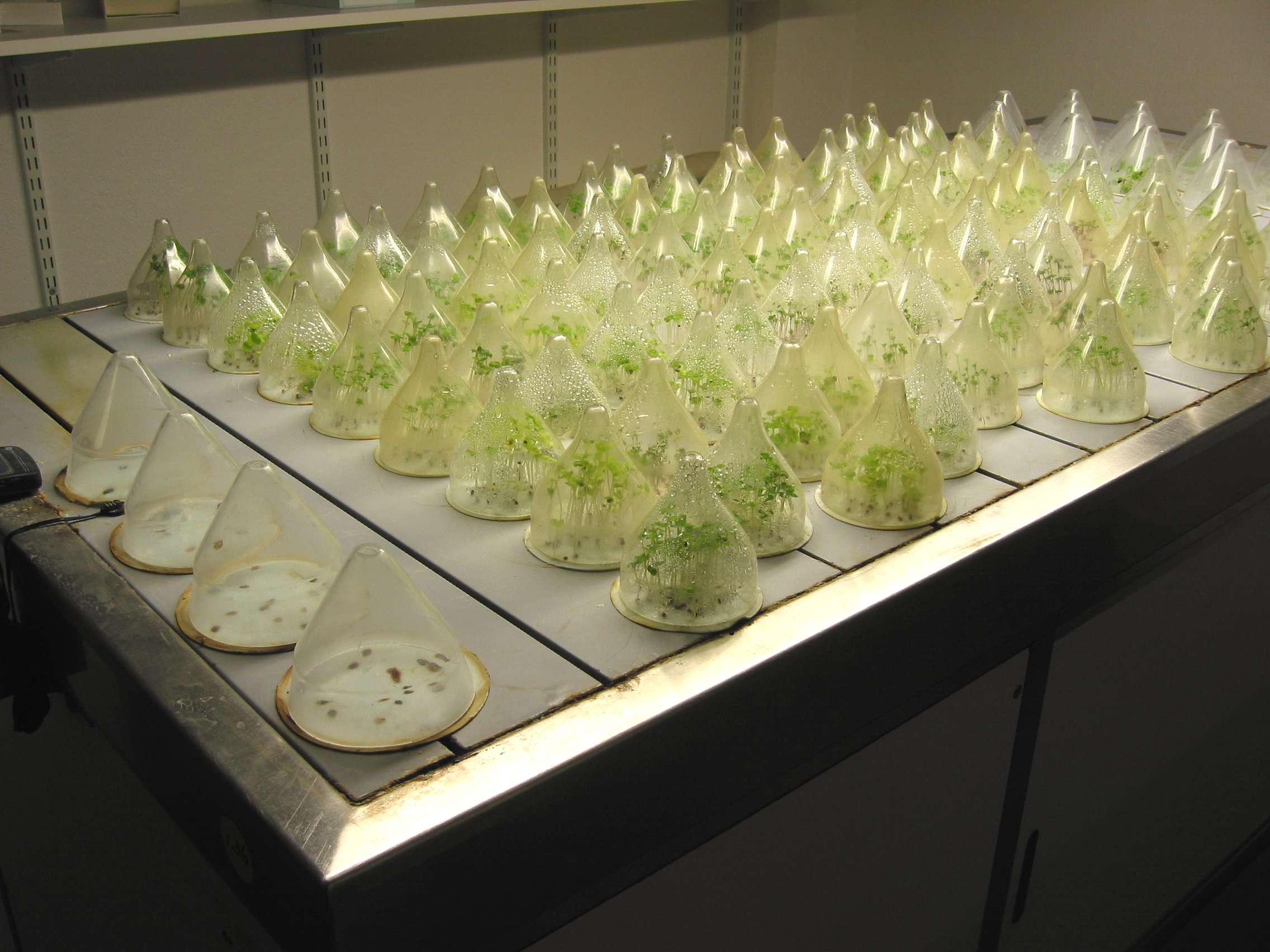
Laboratorní zkoušky klíčivosti

Podle toho, zda se při klíčení dostává semeno nad povrch půdy, nebo klíči pod povrchem, rozeznáváme dva základní druhy:
- epigeické klíčení (nadzemní klíčení): ze semene nejdříve roste směrem dolů kořínek s vlášením, který proniká do půdy a počíná čerpat vláhu i živiny. Poté z horní části kořínku roste hypokotyl, který se narovnává a vyzvedává semeno nad půdu. Tam se ze semene vyvinou děložní lístky, které se účastní fotosyntézy, a mezi dělohami začne růst zárodečný stonkový pupen plumula. Toto klíčení probíhá zpravidla u drobnějších semen, jako jsou například semena fazole, slunečnice, cibule, buku;
- hypogeické klíčení (podzemní klíčení): ze semene roste směrem dolů kořínek a směrem vzhůru roste epikotyl, na jehož vrcholu nad půdou vyrostou pravé listy. Semeno s dělohami zůstává v půdě. Takto klíčí nejčastěji větší semena, například semena kukuřice, hrachu, dubu nebo palem.

## Zobrazení klíčení

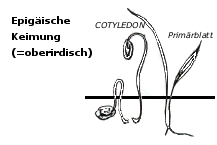
Epigeické klíčení
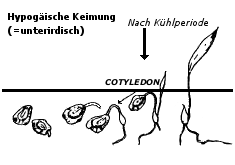
Hypogeické klíčení